# Initiative populaire « SOS - pour une Suisse sans police fouineuse »
L'initiative populaire « S.o.S.- pour une Suisse sans police fouineuse  » est une initiative populaire suisse, rejetée par le peuple et les cantons le 7 juin 1998.

## Contenu
L'initiative propose d'ajouter un article 65bis à la Constitution fédérale pour supprimer la police politique et empêcher toute surveillance des individus dans le cadre d'activités politiques.
Le texte complet de l'initiative peut être consulté sur le site de la Chancellerie fédérale.

## Déroulement

### Contexte historique
Lors de la création de l'État fédéral de 1848, la sécurité intérieure fait partie des premiers domaines traités par les autorités : suivant les bases constitutionnelles mises en place à cette occasion, sont ainsi successivement créées la loi fédérale concernant l'organisation judiciaire fédérale le 5 juin 1849, la loi fédérale sur la procédure pénale fédérale en 1851, le code pénal fédéral en 1853 et la loi sur le Ministère public de la Confédération le 28 juin 1889. Par la suite, ces différentes mesures ont connu plusieurs modifications mineures sans que leurs bases soient fondamentalement modifiées.
En 1989 éclate le scandale des fiches qui révèle que, depuis les années 1950, le Département fédéral de justice et police, collecte des informations sur les activités politiques de plusieurs milliers de personnes sans aucune base légale claire. Le parlement nomme à cet effet une commission d'enquête parlementaire (CEP-DFJP) chargée d'enquêter sur cette affaire et d'apporter des propositions pour régulariser la situation. En attendant ces rapports, le Conseil fédéral édicte le 19 janvier 1990 un arrêté fédéral urgent appelé « Directives pour les annonces des cantons et les traitements de données du Ministère public de la Confédération dans le domaine de la protection de l'État » qui contient une liste de faits, de personnes et d'organisations pour lesquels la collecte d'informations était interdites ; ces mesures sont complétées le 9 septembre 1992 par des « Directives sur la mise en application de la protection de l'État ».
En parallèle, le Conseil fédéral propose, en 1991, l'avant-projet d'une loi sur la protection de l'État qui définit comme champs d'activité majeurs des services de sécurité la lutte contre le terrorisme, contre le service de renseignements prohibé, contre l'extrémisme violent et contre le crime organisé. Dans le même temps, un comité dépose cette initiative avec, comme argument principal, que l'activité de la police politique n'a pas été fondamentalement modifiée par les directives prises jusqu'alors et que les activités de collecte d'informations sur des personnes et des organisations continuent.

### Récolte des signatures et dépôt de l'initiative
La récolte des 100 000 signatures nécessaires débute le 24 avril 1990. Le 14 octobre de l'année suivante, l'initiative est déposée à la Chancellerie fédérale, qui constate son aboutissement le 6 décembre.

### Discussions et recommandations des autorités
Le parlement et le Conseil fédéral recommandent tous deux le rejet de cette initiative. Dans son message aux Chambres fédérales, le Conseil fédéral précise en effet que les exigences des initiants sont couverts par la nouvelle loi proposée par le gouvernement et que l'initiative n'a donc plus de raison d'être.

### Votation
Soumise à la votation le 7 juin 1998, l'initiative est refusée par la totalité des 20 6/2 cantons et par 75,4 % des suffrages exprimés. Le tableau ci-dessous détaille les résultats par cantons pour ce vote :

## Effets
La loi fédérale instituant des mesures visant au maintien de la sûreté intérieure (LMSI) est attaquée, pendant la période de traitement de cette initiative, par un référendum ; celui-ci n'aboutit cependant pas faute de signatures et la loi entre en vigueur le 1er juillet 1998, soit un mois environ après le refus de cette initiative